# Danh sách cầu thủ tham dự Cúp bóng đá Ả Rập 1988

## Bảng A

### Iraq
Huấn luyện viên: Jamal Salih

| Số | VT | Cầu thủ          | Ngày sinh (tuổi)            | Trận | Bàn | Câu lạc bộ |
| -- | -- | ---------------- | --------------------------- | ---- | --- | ---------- |
|    | TM | Ahmad Jassim     | 4 tháng 5, 1960 (28 tuổi)   |      |     | Al-Naft    |
|    | TM | Omar Ahmed Ali   | ...... 1967 (aged 21)       |      |     | Al-Talaba  |
|    | TM | Wasfi Jabbar     | ...... 1964 (aged 23)       |      |     | Al-Shorta  |
|    | TM | Suhail Sabir     |                             |      |     | Al-Talaba  |
|    | HV | Karim Allawi     | 1 tháng 4, 1960 (28 tuổi)   |      |     | Al-Rasheed |
|    | HV | Radhi Shenaishil | 11 tháng 8, 1969 (18 tuổi)  |      |     | Al-Zawra'a |
|    | HV | Samir Shaker     | 28 tháng 2, 1958 (30 tuổi)  |      |     | Al-Rasheed |
|    | HV | Hassan Kamal     | 1 tháng 7, 1964 (24 tuổi)   |      |     | Al-Jaish   |
|    | HV | Ghanim Oraibi    | 16 tháng 8, 1961 (26 tuổi)  |      |     | Al-Shabab  |
|    | HV | Habib Jafar      | 1 tháng 7, 1966 (22 tuổi)   |      |     | Al-Rasheed |
|    | HV | Mudhafar Jabbar  | 11 tháng 1, 1965 (23 tuổi)  |      |     | Al-Rasheed |
|    | TV | Laith Hussein    | 13 tháng 10, 1968 (19 tuổi) |      |     | Al-Rasheed |
|    | TV | Basil Gorgis     | 15 tháng 1, 1961 (27 tuổi)  |      |     | Al-Shabab  |
|    | TV | Saad Qais        | 2 tháng 7, 1967 (21 tuổi)   |      |     | Al-Rasheed |
|    | TV | Naim Saddam      | ...... 1966 (aged 22)       |      |     | Al-Rasheed |
|    | TV | Ismail Mohammed  | 19 tháng 1, 1962 (26 tuổi)  |      |     | Al-Shabab  |
|    | TV | Salam Hashim     | 7 tháng 10, 1966 (21 tuổi)  |      |     | Al-Rasheed |
|    | TV | Karim Salman     | 1 tháng 11, 1965 (22 tuổi)  |      |     | Al-Rasheed |
|    | TĐ | Younis Abed Ali  | 13 tháng 12, 1969 (18 tuổi) |      |     | Al-Rasheed |
|    | TĐ | Ahmad Radhi      | 21 tháng 4, 1964 (24 tuổi)  |      |     | Al-Rasheed |
|    | TĐ | Rahim Hameed     | 23 tháng 5, 1963 (25 tuổi)  |      |     | Al-Jaish   |
|    | TĐ | Ali Abd Kadhim   | ...... 1968 (aged 19)       |      |     | Al-Rasheed |

## Bảng B

### Algérie UT
Huấn luyện viên: Noureddine Saâdi & Abdelmalek Arraoui

| Số | VT | Cầu thủ             | Ngày sinh (tuổi)            | Trận | Bàn | Câu lạc bộ                |
| -- | -- | ------------------- | --------------------------- | ---- | --- | ------------------------- |
|    | TM | Djamel Chater       | 6 tháng 8, 1964 (23 tuổi)   |      |     | Espérance d'Aïn M'lila    |
|    | TM | Bachir Yassa        |                             |      |     | Université d'Annaba       |
|    | HV | Abderrazak Dahmani  | 23 tháng 2, 1964 (24 tuổi)  |      |     | Jeunesse de Belcourt      |
|    | HV | Mounir Zeghdoud     | 18 tháng 11, 1970 (17 tuổi) |      |     | Chabab de Constantine     |
|    | HV | Noureddine Bounaâs  | 18 tháng 10, 1965 (22 tuổi) |      |     | Mouloudia de Constantine  |
|    | HV | Rabah Kourifa       | 10 tháng 3, 1963 (25 tuổi)  |      |     | Union d'Alger             |
|    | HV | Omar Belatoui       | 6 tháng 4, 1969 (19 tuổi)   |      |     | Mouloudia d'Oran          |
|    | TV | Moussa Saïb         | 6 tháng 3, 1969 (19 tuổi)   |      |     | Jeunesse de Tiaret        |
|    | TV | Farid Mouaci        | 27 tháng 2, 1964 (24 tuổi)  |      |     | Union d'Alger             |
|    | TV | Saïd Hamrani        | 26 tháng 2, 1962 (26 tuổi)  |      |     | Jeunesse de Bordj Ménaïel |
|    | TV | Rabie Nafaâ         |                             |      |     | Jeunesse de Bordj Ménaïel |
|    | TĐ | ... Hamani          |                             |      |     | Mouloudia de Constantine  |
|    | TĐ | Mohamed Lotfi Manaâ | 21 tháng 11, 1964 (23 tuổi) |      |     | Université d'Annaba       |
|    | TĐ | Nacer Chekati       |                             |      |     | Entente de Guelma         |
|    | TĐ | Rachid El-Groud     |                             |      |     | Mouloudia de Constantine  |
|    |    | ... Sedrati         |                             |      |     | Flambeau de Skikda        |
|    | TĐ | Walid Chenini       |                             |      |     | Université d'Annaba       |
|    | TĐ | Rachid Hamada       |                             |      |     | RS Kouba                  |
|    | TĐ | Khelifa Belhouchet  | 25 tháng 8, 1963 (24 tuổi)  |      |     | Mouloudia d'El Eulma      |
|    | TĐ | Tarek Hadj Adlane   | 11 tháng 12, 1965 (22 tuổi) |      |     | Union d'Alger             |